# هرسدونس (كورنوال)
هرسدونس (بالإنجليزية: Horsedowns)‏ هي قرية تقع في المملكة المتحدة في كورنوال.